# Принц, Яков Иванович
Место рождения - Чуча Джанкойский (Сейтлерский) район Крымская область. Место смерти город Ленинград РСФСР.
Яков Иванович Принц (23 сентября (или 28 сентября) 1891, Чуча Немецкая Российская империя — 23 мая 1966, Кишинёв Молдавская ССР) — советский и молдавский энтомолог, академик АН Молдавской ССР (1961).

## Биография
Родился Яков Принц 23 сентября (или 28 сентября) 1891 года в Чуче. Через некоторое время переехал в Москву, после чего поступил в МГУ и окончил его в 1917 году. С 1917-по 1930 год работал в научно-исследовательских учреждениях Азербайджана и Грузии. С 1930 года заведовал отделом Всесоюзного научно-исследовательском институте виноградарства в Грузии. В 1934 году переезжает в Ленинград, где с 1934 по 1941 гг. занимал должность заведующего лабораторией Всесоюзного института защиты растений.
Во время Великой Отечественной войны прибыл на Алтай с группой преподавателей и сотрудников Ленинградского и Пушкинского сельскохозяйственных институтов. В 1944-1946 гг. заведовал кафедрой энтомологии и фитопатологии Алтайского сельскохозяйственного института. В 1946 году переезжает в Молдавскую ССР, в Кишинёв и связывает дальнейшую жизнь с этим городом. С 1946 года заведовал лабораторией иммунитета Молдавской станции Всесоюзного института защиты растений. С 1950 по 1956 год заведовал отделом защиты растений института плодоводства, виноградарства, и виноделия Молдавского филиала АН Молдавской ССР. С 1956 по 1966 год заведовал отделом зоологии беспозвоночных животных института зоологии АН Молдавской ССР.
Скончался Яков Принц 23 мая 1966 года в Кишинёве.

## Научные работы
Основные научные работы посвящены изучению биологии и экологии вредителей сельскохозяйственных культур и разработке мероприятий по борьбе с ними.
- Предложил методы борьбы с виноградной филлоксерой с использованием фумигантов.
- 1949 — Предложил (совм. с А. В. Благовещенским) фенольную теорию филлоксероустойчивости винограда.

## Научные труды
- Виноградная филлоксера и меры борьбы с ней.— М.: Наука, 1965.— 296 с.

## Интересные факты
Герасим Александрович Успенский описал жизнь и научную деятельность Якова Принца в рассказе "Третий кит", в котором ученый фигурирует как "доцент Яков Павлович Князев".

## Список использованной литературы
- Биологи. Биографический справочник.— Киев.: Наук. думка, 1984.— 816 с.: ил